# Träskända, Esbo stad

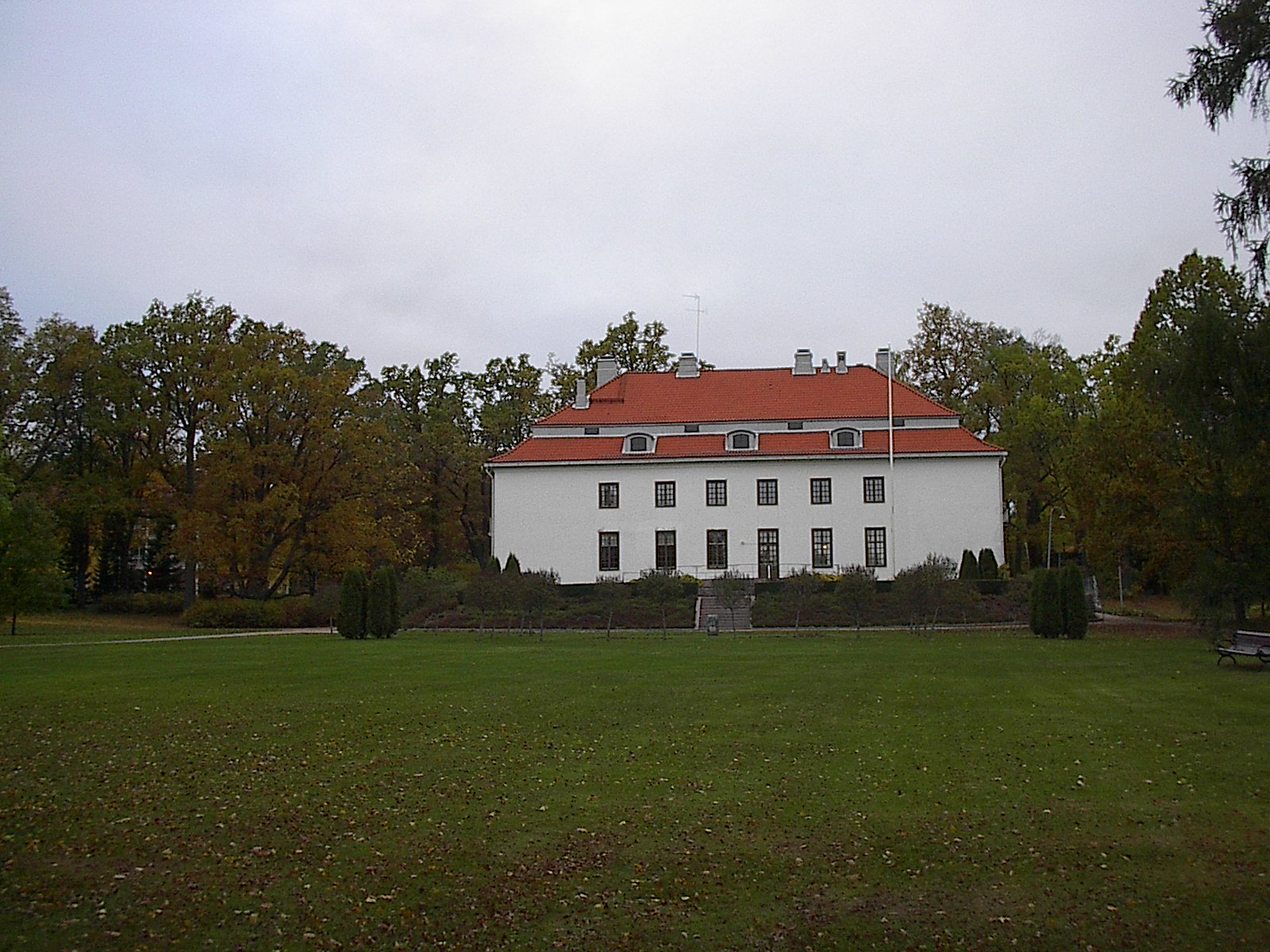
Träskända gård

Träskända (finska: Järvenperä) är en stadsdel i Esbo stad och hör administrativt till Gamla Esbo storområde. 
Träskända är ett småhusområde med mestadels radhus. Rönnebacka är ett tätbebyggt bostadsområde i den södra delen av stadsdelen. Kvarnby är ett bostadsområde. 
Namnet Träskända kommer från ett bynamn: Träskande (1472), Träskenda (1492), Treskendby (1566). Byn låg vid den smala vik där Långträsk mynnar ut. I Träskända by fanns på 1500-talet gårdarna Bölsby (nuv. Margreteberg), Frants, Jofs, Kärr eller Kärrans eller Kärras och Storträsk. På 1700-talet fanns fyra kvar: Storträsk, Jofs, Frants och Kjärras Storträsk, som också kallades Storträskända. På 1800-talet slogs alla gårdar ihop till Träskända gård, vars mest kända invånare var Aurora Karamzin.
Järvenperä - Träskända blev officiellt namnet på stadsdelen år 1965. En del av Träskända kallas Kvarnby.